# Vought XF8U-3 Crusader III
Vought XF8U-3 Crusader III – amerykański, prototypowy myśliwiec pokładowy przeznaczony dla United States Navy, zdolny do działań w każdych warunkach atmosferycznych. Maszyna była rozwinięciem wcześniejszego projektu wytwórni Chance Vought, samolotu Chance Vought F-8 Crusader. Crusader III wziął udział w konkursie zorganizowanym przez marynarkę na nowy myśliwiec przechwytujący, przegrywając rywalizację z samolotem McDonnell Douglas F-4 Phantom II.